# Jakubanská brázda
Jakubianská brázda je geomorfologický podcelek Spišsko-šarišského medzihoria.

## Vymezení
Podcelek zabírá severozápadní část Spišsko-šarišského medzihoria, jižně od města Stará Ľubovňa. Na západě je ohraničen Levočskými vrchy a jejich podcelky Levočská vrchovina a Levočská vysočina. Zbytek území navazuje na podcelky Spišsko-šarišského medzihoria; na jihovýchodě je to Šarišské podolie, východním směrem se zvedají vrchy Hromovce a severním směrem navazuje Ľubovňanská kotlina. 

## Osídlení
Brázda vede úbočím Levočských vrchů na západě, východním směrem vytváří hradbu vrchů Hromovec. V údolí říčky Jakubianky leží obce Nová Ľubovňa a Jakubany, v jižní části Šambron a Bajerovce. 